# Brasão de Gramado

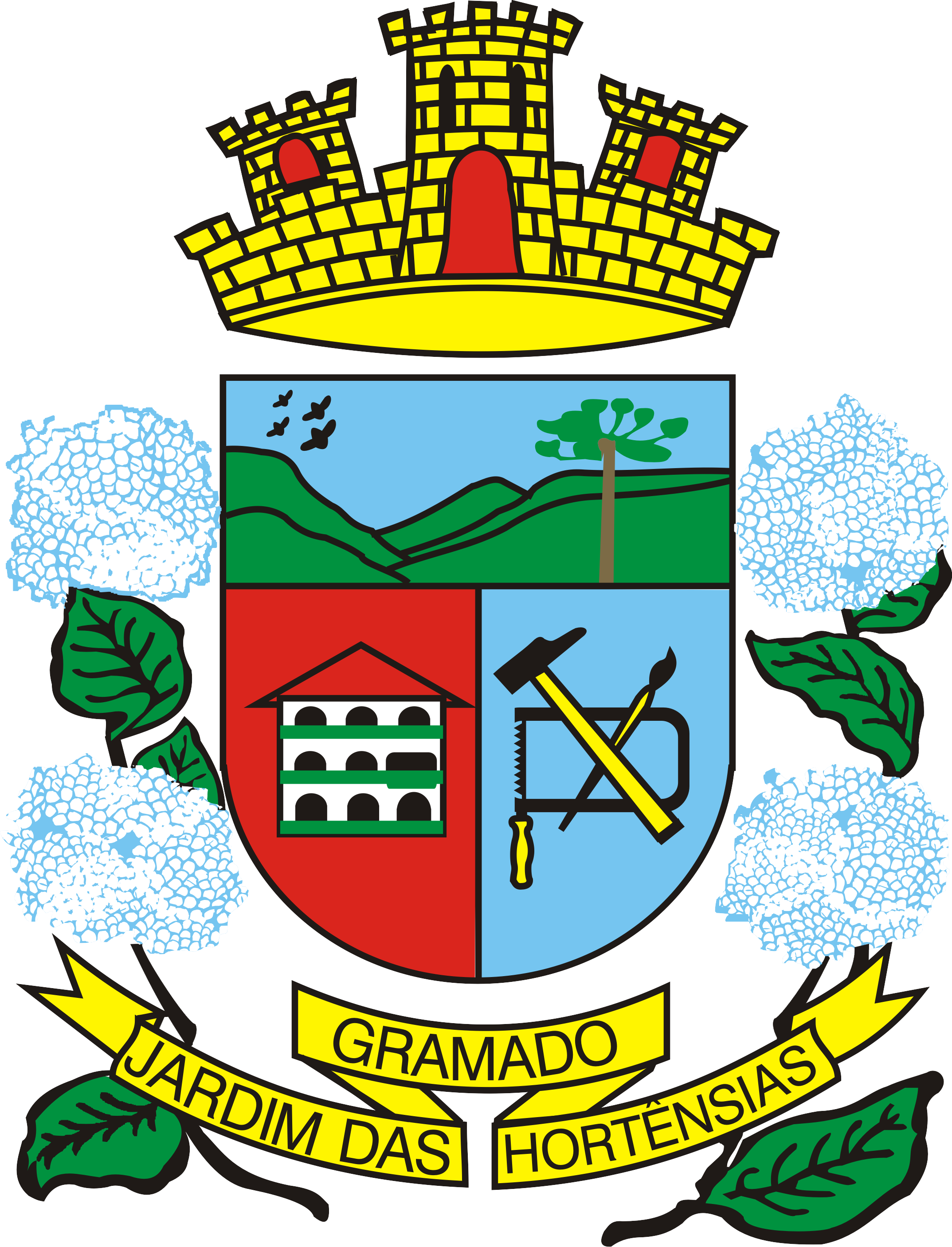
Brasão de Gramado

O Brasão de Gramado é um símbolo de Gramado, município do estado do Rio Grande do Sul, Brasil. O brasão de Gramado é formado por um escudo português cortado, tendo em sua parte superior, o desenho de um vale e uma araucária.  Na parte inferior, sobre fundo vermelho, uma edificação em estilo alemão, e sobre fundo azul vemos ferramentas que representam o trabalho e a riqueza da cidade. Sobre o escudo vemos uma coroa-mural dourada de três torres e portas abertas (vermelhas). Nas laterais existem ramos de hortênsias, flor símbolo da cidade e região. Sob o escudo, uma faixa dourada carregando as inscrições "Gramado jardim das hortênsias" em letras pretas. .